# Etolin Island
Het Etolin Island is een eiland in de Alexanderarchipel in de Alaska Panhandle in het zuidoosten van Alaska in de Verenigde Staten.

## Geografie
Het eiland is 48 kilometer lang en 16 tot 35 kilometer breed, met een landoppervlak van 878,08 vierkante kilometer, waarmee het het 24e grootste eiland in de Verenigde Staten is. Volgens de volkstelling van 2000 had Etolin Island een populatie van 15 personen.
Etolin Island wordt in het noordwesten begrensd door Stikine Strait met aan de overzijde van het water Zarembo Island, in het noorden door de Chichagof Pass met aan de overzijde Woronkofski Island, in het noordoosten door Zimovia Strait met aan de overzijde Wrangell Island, in het zuidoosten door Ernest Sound met aan de overzijde Deer Island en het Cleveland Peninsula van het vasteland van Alaska, en in het westen de Clarence Strait met aan de overzijde het Prins van Waleseiland. Voor de kust van Etolin Island ligt in de Ernest Sound het Brownson Island.
Het eiland bevat een populatie geïntroduceerde elanden. Het hele eiland ligt binnen de grenzen van Tongass National Forest. Het zuidelijke deel van het eiland is officieel aangewezen als de South Etolin Wilderness.
De Etolin Canoe is een historische uitgeholde kano, onafgemaakt gevonden op het eiland, die in het Amerikaanse National Register of Historic Places staat.

## Geschiedenis
Het werd voor het eerst in kaart gebracht in 1793 door James Johnstone, een van de officieren van George Vancouver tijdens zijn expeditie van 1791-1795. Hij bracht alleen de zuidwest- en oostkust in kaart, zich niet realiserend dat het een eiland was. Het heette oorspronkelijk Duke of York Island, maar werd door de Verenigde Staten hernoemd na de aankoop van Alaska. Het is vernoemd naar Adolf Etolin, gouverneur van de Russisch-Amerikaanse koloniën van 1840 tot 1845.